# ハール・マクドナルド
ハール・マクドナルド（Harl McDonald、1899年7月27日 - 1955年3月30日）はアメリカ合衆国の作曲家。
コロラド州ボルダー郡出身。カリフォルニア大学とレッドランズ大学で学んだ後、ライプツィヒ音楽院に留学した。1927年にペンシルヴァニア大学の教職に就き、音楽学部長やグリークラブ顧問などを務めた。さらに大学での仕事に加えて、フィラデルフィア管弦楽団の理事を務めた。
作品には4つの交響曲があり、それぞれ『サンタフェ・トレイル』（第1番、1933年）、『ルンバ』（第2番、1934年）、『傅玄の哀歌』（第3番、1935年）、『労働者の祭典』（第4番、1937年）の副題が付いている。その他に2台のピアノのための協奏曲、2つのピアノトリオ、合唱曲がある。1938年の女声合唱と管弦楽のための『盗まれた哀歌』はリンドバーグ愛児誘拐事件を題材に取っている。